# Evince
Evince – prosta przeglądarka dokumentów PDF, PostScript, DVI, TIFF przeznaczona dla środowiska graficznego GNOME. Stworzona została przez firmę Red Hat, aby zastąpić programy takie jak GPdf, GGV czy Xpdf.
Evince pierwszy raz pojawiła się w GNOME 2.12 wydanym 7 września 2005 roku. Jest napisana w większości w języku C, a w małej części w C++. Evince powstała z przepisania kodu projektu GPdf, który nie jest już dłużej rozwijany.
Wydana na licencji GPL Evince jest wolnym oprogramowaniem.

## Obsługiwane formaty dokumentów
Evince obsługuje jedno- i wielostronicowe formaty dokumentów. Poniżej znajduje się lista obsługiwanych formatów.

### Obsługa wbudowana
- PDF dzięki wykorzystaniu projektu Poppler
- PostScript dzięki wykorzystaniu projektu Ghostscript
- Wielostronicowy TIFF

### Obsługa opcjonalna
- DVI
- DjVu przy użyciu DjVuLibre
- prezentacje OpenDocument, jeśli zbudowano z opcją --enable-impress
- Grafika
- Archiwum z komiksami

### Obsługa planowana w przyszłości
- Microsoft PowerPoint przy użyciu libpreview